# Limba assameză
Limba assameză (অসমীয়া Ôxômiya) este o limbă indo-ariană nativă din statul Assam din India, unde este și limbă oficială. 